# Лукішки
Лукі́шки — село в Україні, в Коростенському районі Житомирської області. Входить до складу Овруцької міської громади. Населення становить 309 осіб.

## Географія
Село розташовано на Словечансько-Овруцькому кряжі.

## Історія
У 1906 році село Гладковицької волості Овруцького повіту Волинської губернії. Відстань від повітового міста 2 версти, від волості 7. Дворів 39, мешканців 251.
Колишній орган місцевого самоврядування — Черепинська сільська рада.